# Sing Twice!
Albums de Éric Legnini
Ballads
(2012) Hummingthiiird
(2013)
Sing Twice! est un album composé par Éric Legnini, sorti le 29 janvier 2013 sur le label français Discograph.

## Description de l'album
Après Trippin' en 2008 et The Vox en 2011, Éric Legnini sort un album aux influences multiples. Sa collaboration avec le chanteur britannique Hugh Coltman sur trois titres apporte une tonalité soul pop. La malienne Mamani Keita apporte aussi sa voix à l'album et le colore d'une veine afro-funk. Quant à l'américano-japonaise Emi Meyer, elle l'amène dans un registre plus folk.
Cet album a été enregistré en deux jours au printemps, peaufiné pendant un mois à l'automne 2012, mais préparé depuis plus d'un an auparavant. Au moment de la tournée mondiale, les morceaux ont été travaillés en live, sans les voix. Chaque chanteur y a ensuite ajouté sa touche. Sur ces morceaux, l'accent a aussi été mis sur la forme jazz, laissant une certaine liberté lors de l'enregistrement en studio. « Je m'autorise des digressions » dit Legnini.

## Titres
| No  | Titre                                    | Paroles      | Musique      | Durée |
| --- | ---------------------------------------- | ------------ | ------------ | ----- |
| 1.  | Sing Twice!                              |              | Éric Legnini | 4:48  |
| 2.  | Salisbury Plain (avec Hugh Coltman)      | Hugh Coltman | Éric Legnini | 4:46  |
| 3.  | Snow Falls (avec Hugh Coltman)           | Hugh Coltman | Éric Legnini | 4:22  |
| 4.  | Yan Kadi (avec Mamani Keita)             | Mamani Keita | Éric Legnini | 4:07  |
| 5.  | Winter Heron (avec Emi Meyer)            | Emi Meyer    | Éric Legnini | 4:06  |
| 6.  | If Only For A Minute (avec Hugh Coltman) | Hugh Coltman | Éric Legnini | 4:57  |
| 7.  | Carmignano                               |              | Éric Legnini | 3:38  |
| 8.  | The Source (avec Mamani Keita)           | Mamani Keita | Éric Legnini | 4:50  |
| 9.  | We Love Shibuya                          |              | Éric Legnini | 4:45  |
| 10. | Cinecitta                                |              | Éric Legnini | 3:51  |

## Musiciens et instrumentation
- Éric Legnini : claviers et percussions
- Hugh Coltman : chant
- Mamani Keita : chant
- Emi Meyer : chant
- Franck Agulhon : batterie et percussions
- Thomas Bramerie : contrebasse
- Boris Pokora : saxophone et flûte
- Julien Alour : trompette et bugle
- Jerry Edwards : trombone

On retrouve sur cet album des orgues seventies (Eko, Farfisa), des synthés analogiques, des pédales d’effets, des boîtes à rythme, un Fender Rhodes, un piano, des cuivres, des guitares, des percussions...

## Remixes
Souleance a réalisé un remix du titre Carmignano.